# Everest (film, 2015)
Pour les articles homonymes, voir Everest (homonymie).
Pour plus de détails, voir Fiche technique et Distribution.
Everest est un film américano-islando-britannique réalisé par Baltasar Kormákur, sorti en 2015.
Le film raconte la tragédie survenue sur l'Everest les 10 et 11 mai 1996, causant la mort de huit personnes dans deux expéditions menées par Rob Hall et Scott Fischer, qui disparaissent également. Il ne s'agit pas de l'adaptation du récit Tragédie à l'Everest (Into Thin Air: A Personal Account of the Mt. Everest Disaster) du témoin de ce drame Jon Krakauer, publié en 1997, mais de celle des mémoires du docteur Beck Weathers, un des survivants de l'équipée de Rob Hall.

## Synopsis
Depuis qu'il a lancé le concept en 1992, le Néo-Zélandais Rob Hall propose des expéditions commerciales aux alpinistes amateurs, au sommet de l'Everest, via la société Adventure Consultants. Le 30 mars 1996 à Katmandou, il lance une nouvelle expédition, accompagné par les guides Mike Groom et Andy « Harold » Harris, et avec pour clients notamment le journaliste Jon Krakauer (venu y faire également un reportage), le facteur Doug Hansen (qui avait déjà effectué deux tentatives auparavant), le texan Beck Weathers,  ou encore la japonaise Yasuko Namba (qui a grimpé six des sept sommets). Une fois les présentations faites, l'expédition commence le lendemain, à partir de Lukla, à 2 860 m d'altitude, et rejoint progressivement le camp de base de l'Everest, à 5 364 m d'altitude, où ils sont accueillis par la cheffe Helen Wilton. Là-bas, Rob retrouve son concurrent et ami Scott Fischer, à la tête de la société Mountain Madness. Celui-ci semble assez porté sur la bouteille.
Sur place, on rappelle aux clients les principaux dangers de l'expédition, tant les accidents d'alpinisme que les problèmes physiques liés à l'altitude (dont l’œdème cérébral ou l’œdème pulmonaire). Au cours du mois précédant l'ascension finale, l'expédition effectue trois ascensions partielles depuis le camp de base, en passant par la très dangereuse cascade de glace, avant de revenir en bas. À la suite d'un incident lors d'une ascension partielle, dû au manque de coordination des équipes, Rob et Scott décident d'organiser l'ascension finale ensemble, et chargent leurs sherpas de préparer les échelles et les cordages, et de déposer les bouteilles d'oxygène au sommet. Le 5 mai, les deux équipes se préparent à l'ascension qui atteindra le sommet le vendredi, et Jon en profite pour demander les motivations de chacun pour faire l'ascension : Doug veut prouver aux enfants qu'il peut le faire, tandis que Beck traverse une dépression. Rob appelle sa fiancée Jan, enceinte et elle aussi alpiniste, pour l'informer de l'ascension.
Le lendemain commence l'ascension. Alors que les équipes ont atteint le camp 3 (à 7 315 m d'altitude), Scott Fisher redescend au camp de base, avant de remonter au camp 1 (à 5 944 m). Le jeudi, les deux équipes montent sous une météo clémente, du camp 3 au camp 4 (à 7 951 m), rejointes plus tard par Scott. Mais le vent souffle fort là-haut le soir, et l'air se fait plus rare. Heureusement, le temps se calme durant la nuit et, à 0 h 30 le vendredi, les équipes (sans Scott, qui se repose) commencent l'ascension finale vers le sommet. Mais Beck, souffrant des yeux, s'arrête en attendant le retour de Rob. L'ascension prend alors du retard, car la voie n'est pas équipée ; certains décident de redescendre, tandis que Doug n'arrive pas à monter rapidement. La voie est finalement équipée vers 12 h 45, l'ascension reprend, et le sommet est atteint entre 13 h 14 et 14 h, sans Beck (toujours arrêté), tandis que Rob attend Doug, toujours à la traine. Ils sont rejoints par Scott, mais celui-ci éprouve des problèmes de santé et dit à Rob que Doug est encore trop loin du sommet. Ils décident de redescendre. Mais en descendant, le guide Harold ne trouve pas de bouteille d'oxygène pleine. Rob retrouve Doug dans la descente en lui annonçant que c'est trop tard, mais celui-ci insiste pour faire l'ascension. Rob accepte de remonter au sommet avec lui, sommet qu'ils atteignent à 16h, pour le plus grand bonheur de Doug qui a réussi son défi.
Malheureusement une tempête arrive rapidement dans la vallée, et surprend tous les alpinistes dans la descente. Doug n'a plus d'oxygène, et il n'arrive plus à descendre avec Rob. À ce moment-là, Mike récupère Beck, tandis qu'Harold remonte vers Rob. Le sauveteur Guy Cotter suggère que Rob redescende seul, mais ce dernier refuse d'abandonner Doug, qui finit par chuter dans le vide. De son côté, Beck glisse et ne se relève pas, tandis que Scott s'effondre, très mal en point, et meurt. Rob est rejoint par Harold avec de l'oxygène, et tous deux reprennent la descente. Mais les deux guides s'arrêtent, car les bouteilles d'oxygène ont gelé, puis s'endorment. Au cours de la nuit, Harold tombe dans le vide, laissant Rob seul à son sort. Pendant ce temps, l'alpiniste Anatoli Boukreev, de l'équipe Mountain Madness, part aider les alpinistes en difficulté, mais laisse pour morts Beck et Yasuko. Plus tard dans la nuit, la fiancée de Rob vient aux nouvelles et demande qu'on sauve son homme. Guy n'arrive toujours pas à joindre Rob, et lance une expédition de sauvetage.
Au matin suivant, Rob réussit à joindre Helen et Guy, mais il est complètement gelé, et incapable de bouger, alors que l'opération de sauvetage est interrompue en raison d'une nouvelle tempête. Jan l'appelle pour essayer de le motiver et le soutenir, mais en vain, Rob lui fait ses adieux, avant de mourir, faute de possibilité de sauvetage. Plus tard dans la matinée, Beck se réveille et redescend au camp 4, à la grande surprise de tous. Helen fait prévenir la femme de Beck. Mais n'étant pas en état de redescendre complètement, Beck est évacué par hélicoptère depuis le camp 2, malgré les difficultés liées à l'altitude pour manœuvrer l’appareil. Les autres survivants rejoignent le camp de base et repartent chez eux dans les larmes. Quant à Beck, il retrouve sa femme, mais ses engelures lui ont fait perdre ses mains et son nez. Jan donnera naissance à Sarah, la fille de Rob, en juillet 1996.

## Fiche technique
Sauf indication contraire, les informations mentionnées dans cette section peuvent être confirmées par la base de données cinématographiques IMDb,  présente dans la section « Liens externes ».
- Titre original : Everest
- Réalisation : Baltasar Kormákur
- Scénario : Simon Beaufoy et William Nicholson, d'après le livre Left For Dead: My Journey Home from Everest de Beck Weathers
- Musique : Dario Marianelli
- Direction artistique : Alessandro Santucci
- Décors : Gary Freeman
- Costumes : Guy Speranza
- Montage : Mick Audsley
- Photographie : Salvatore Totino
- Production : Tim Bevan, Liza Chasin, Eric Fellner, Evan Hayes, Brian Oliver et Tyler Thompson
- Sociétés de production : Cross Creek Pictures, Universal Pictures, Walden Media, Free State Pictures, RVK Studios et Working Title Films
- Sociétés de distribution : Universal Pictures (États-Unis, Royaume-Uni), Universal Pictures International France (France)
- Budget : 65 millions de dollars[1]
- Pays de production :  États-Unis,  Royaume-Uni,  Islande
- Langue originale : anglais
- Format : couleur - 35 mm - 2,35:1 - son Dolby numérique
- Genre : Drame, aventure et biopic
- Durée : 120 minutes
- Dates de sortie[2] :
  - Italie : 2 septembre 2015 (Mostra de Venise)
  - États-Unis : 18 septembre 2015
  - Belgique, France, Suisse romande : 23 septembre 2015

## Distribution
- Jason Clarke (VF : Jochen Haegele ; VQ : François Trudel) : Rob Hall
- Jake Gyllenhaal (VF : Rémi Bichet ; VQ : Guillaume Champoux) : Scott Fischer
- Josh Brolin (VF : Philippe Vincent ; VQ : Jean-Luc Montminy) : Beck Weathers (en)
- John Hawkes (VF : Emmanuel Karsen ; VQ : Alain Zouvi) : Doug Hansen
- Robin Wright (VF : Juliette Degenne ; VQ : Nathalie Coupal) : Peach Weathers
- Emily Watson (VF : Isabelle Gardien ; VQ : Lisette Dufour) : Helen Wilton
- Keira Knightley (VF : Sybille Tureau ; VQ : Catherine Sénart) : Jan Arnold
- Sam Worthington (VF : Adrien Antoine ; VQ : Yves Soutière) : Guy Cotter
- Michael Kelly (VF : Arnaud Arbessier ; VQ : Pierre Auger) : Jon Krakauer
- Martin Henderson (VF : Damien Ferrette ; VQ : Antoine Durand) : Andy « Harold » Harris (en)
- Elizabeth Debicki (VF : Déborah Perret ; VQ : Laurence Dauphinais) : Dr Caroline Mackenzie
- Ingvar E. Sigurðsson (VF : Miglen Mirtchev ; VQ : Stéphane Rivard) : Anatoli Boukreev
- Thomas M. Wright (VF : Jean-Pol Brissart ; VQ : Christian Perrault) : Michael « Mike » Groom (en)
- Mark Derwin (VF : Yann Guillemot ; VQ : Pierre-Étienne Rouillard) : Lou Kasischke
- Demetri Goritsas (VQ : Denis Roy) : Stuart Hutchison
- Ang Phula Sherpa (VQ : Hugolin Chevrette-Landesque) : Ang Dorjee
- Tom Goodman-Hill (VF : Loïc Houdré ; VQ : Philippe Martin) : Neal Beidleman
- Naoko Mori (VQ : Manon Arsenault) : Yasuko Namba
- Mia Goth : Meg Weathers
- Stormur Jón Kormákur Baltasarsson : Bub Weathers
- Chike Chan : Makalu Gau (en)
- Micah Hauptman : David Breashears
- Clive Standen : Ed Viesturs
- Nancy Baldwin : Janie
- Lucy Newman-Williams : Linda
- Vijay Lama : le colonel Madan
- Charlotte Bøving : Lene Gammelgaard (en)
- Pemba Sherpa (VQ : Louis-Philippe Berthiaume) : Lopsang
- Justin Salinger (VF : Bertrand Liebert ; VQ : Sébastien Dhavernas) : Ian Woodall
- Amy Shindler : Charlotte Fox
- Simon Harrison (VF : Yann Guillemot) : Tim Madsen
- Chris Reilly : Klev Schoening
- Tim Dantay (VQ : Jean-François Blanchard) : John Taske
- Todd Boyce : Frank Fischbeck
- Shamata Anchan : Anjali Singh Rawat
- Vanessa Kirby (VF : Barbara Kelsch ; VQ : Ariane-Li Simard-Côté) : Sandy Hill Pittman (en)
Version française
  - Société de doublage : Les Studios de Saint-Ouen
  - Direction artistique : Michel Derain
  - Adaptation : Bruno Chevillard

 Source et légende : version française (VF) sur RS Doublage , AlloDoublage et selon le carton du doublage français ; version québécoise (VQ) sur Doublage.qc.ca.

## Production

### Genèse et développement
Le scénario s'inspire du livre autobiographique Laissé pour mort à l’Everest (Left for Dead: My Journey Home from Everest) écrit par Beck Weathers et publié en 2000. Il revient sur une catastrophe survenue en mai 1996 sur l'Everest.

### Attribution des rôles
Le rôle de Rob Hall devait être initialement tenu par Christian Bale, mais ce dernier quitte le projet pour tourner dans Exodus: Gods and Kings de Ridley Scott. Il sera remplacé par l'Australien Jason Clarke.
La plupart des acteurs ont subi un entraînement spécifique. Jake Gyllenhaal raconte qu'il a fait un test d'altitude simulée à 9 000 mètres avec Josh Brolin : « On a fait un test d’altitude à 9 000 mètres pendant dix minutes dans un caisson et Josh et moi avons décidé de rester plus longtemps. On pensait qu’on pouvait le supporter, car on se sentait bien. On était en train de plaisanter sur le fait que ce n’était finalement pas si terrible quand tout à coup on en est sorti et on a immédiatement eu la nausée. Au cours des dix minutes qui ont suivi, on est passé d’un état assez joyeux à une profonde tristesse : cela nous a fait comprendre les effets puissants de l’altitude sur l’esprit ».

### Tournage
Le tournage a débuté le 13 janvier 2014 au val Senales, en Italie, au Népal et au studio de Buckinghamshire, en Angleterre, au Royaume-Uni.
L'alpiniste Guy Cotter, incarné par Sam Worthington dans le film, a été consultant durant le tournage. Au moment des évènements de 1996, il était coordinateur des secours. Il explique : « Pour nous, au sein de la communauté des guides de haute-montagne, ces événements nous ont beaucoup appris. On s’est énormément interrogé après coup, pour que cette tragédie ne puisse jamais se reproduire. D’une certaine manière, cela nous a permis d’évoluer en tant que profession. Rob était au sommet de sa carrière. Mais nous étions alors au début du métier de guide de haute-montagne en Himalaya, et parfois les pionniers ne survivent pas à la découverte des paramètres de leur environnement ».

## Accueil

### Accueil critique
Sur l'agrégateur américain Rotten Tomatoes, le film récolte 73 % d'opinions favorables pour 225 critiques. Sur Metacritic, il obtient une note moyenne de 64⁄100 pour 39 critiques.
En France, le site Allociné propose une note moyenne de 2,9⁄5 à partir de l'interprétation de critiques provenant de 24 titres de presse.

### Box-office
Everest est un succès commercial, rapportant 221 297 061 $ de recettes mondiales, dont 43 482 270 $ aux États-Unis, pour un budget de 55 000 000 $. En France, le film frôle le million d'entrées (930 837 entrées), où il est resté deux semaines en tête du box-office.

## Distinctions
Le film fait l'ouverture du 72e festival de Venise le 2 septembre 2015. Deux jours plus tard il fait également l'ouverture du 41e Festival de Deauville.

### Nominations
- Screen Actors Guild Awards 2016 : meilleure équipe de cascadeurs

## Autour du film
Les mésaventures de Jon Krakauer avaient déjà été racontées dans le téléfilm Mort sur le toit du monde de Robert Markowitz diffusé en 1997.
La version 3D du film est dédiée à Natasha Richardson.